# Kapjon

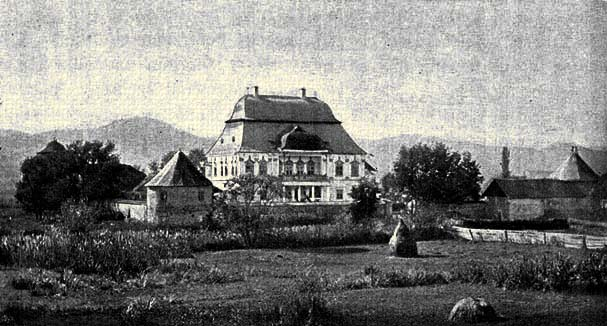
A kastély 1900 körül

Kapjon (Kaplyon, románul: Coplean, németül: Kappen) falu Romániában, Kolozs megyében.

## Fekvése
Déstől 8 km-re északnyugatra, a Szamos jobb partján fekszik.

## Nevének eredete
Neve magyar nemzetségnévből származik (ld. még Kaplony). Először egy 1348-ból származó oklevél 1761-es másolatában, Kaplyon és Koplyon alakban említik. Későbbi alakváltozatai: Koplyan (1356), Kaplyan (1467), Kaplyán (1733).

## Története
1348-ban a Kaplyon nemzetségből való Károlyi Simon és Menyhárd mint ősi birtokukra hivatkoztak rá, amelyet az 1300-as években Kán László erdélyi vajda vett el a családjuktól. A falu azonban a király kezén maradt. A csicsói uradalom katolikus, valószínűleg magyar falva volt, és 1405-ben az uradalommal együtt a Bánffy családé lett. Mátyás a Bánffyak hűtlensége miatt 1467-ben a Szerdahelyi Imrefi családnak adta. Lakói a 16. század második felében valószínűleg unitárius hitre tértek.
1601-ben elpusztult. 1603. május 15-én hajnalban Székely Mózes tatár segítséggel meglepte és megfutamította Kornis Boldizsárnak a közelben gyülekező seregét. Ekkoriban csupán négy fő lakta, és egy udvarház állt benne. Birtokosa 1604-től az 1830-as évekig a Haller család volt. Lakosai a század első felében visszatértek a kálvinizmushoz. 1658-ban Barcsay Ákos nemességet adományozott a helybeli, szerb vagy román Streke Simonnak, feleségének és gyermekeinek. 1706-ban 49 jobbágy, öt szabad paraszt és négy szegény családfőjét írták össze. 1681-ben és 1775-ben református anyaegyház. Valószínűleg a katolikus Hallerek nyomására az egyháznak 1790 körül át kellett engednie templomát a római katolikusoknak. Ezt követően a református egyház filiaként működött tovább, templom nélkül. Belső-Szolnok vármegyétől 1876-ban az akkor létrehozott Szolnok-Doboka vármegyéhez csatolták.
1880-ban 443 lakosából 361 volt román és 51 magyar anyanyelvű; 371 görögkatolikus, 31 református és 29 római katolikus vallású.
2002-ben 429 lakosából 413 volt román és 16 magyar nemzetiségű; 359 ortodox, 32 görögkatolikus, 23 pünkösdi és 11 református vallású.

## Látnivalók
- Az egykori Haller-kastélyt a faluban 'kagylós kastély'-ként (castelul cu scoici) ismerik, az ablakok feletti díszítésekről. A barokk stílusú kastélyt Haller János gubernátor kezdte építeni 1725-ben, és 1771-re készült el. Kései, rokokó stílusú díszítéseit Anton Schuchbauer készítette. Helyén korábban már egy várkastély állt, amelynek négyszögletű, sarkain körbástyákkal erősített védőművét a 17. század második negyedében Haller György készíttette. Ezt vizesárok vette körül, amelybe a Szamos vizét vezették. Építéséhez felhasználták a szomszédos, alsókosályi római castrum köveit. Megszállt benne II. József, 1849-ben a honvédség kórházként használta. 1920-ban leégett. 1948 után a termelőszövetkezet használta. Romokban áll, külső védőműveiből még az egyik bástya látható.
- Római katolikus temploma kései gótikus, a hagyomány szerint a 16. század elején épült. 1790 körül építették át, miután a katolikusok megkapták.